# Opogona basilissa
Opogona basilissa är en fjärilsart som beskrevs av Turner 1917. Opogona basilissa ingår i släktet Opogona och familjen äkta malar. Inga underarter finns listade i Catalogue of Life.